# Freies Gemeindekonsortium Syrakus
Das Freie Gemeindekonsortium Syrakus (italienisch Libero consorzio comunale di Siracusa) ist eine Verwaltungseinheit der Autonomen Region Sizilien in Italien. Hauptstadt ist Syrakus. Es entstand durch Umwandlung der Provinz Syrakus (italienisch Provincia di Siracusa) mit dem Regionalgesetz Nr. 8 vom 24. März 2014 und den Regelungen des Regionalgesetzes Nr. 15 vom 4. August 2015.
Das Freie Gemeindekonsortium liegt im Südosten Siziliens am Ionischen Meer. Im Norden und im Nordwesten grenzt es an die Metropolitanstadt Catania, im Südwesten an das Freie Gemeindekonsortium Ragusa. Es ist in 21 Gemeinden gegliedert. Auf einer Fläche von 2.108 km² leben rund 383.858 Einwohner (Stand 31. Dezember 2023).
Die Hauptstadt Syrakus mit zahlreichen archäologischen Funden aus der griechischen Antike, die Nekropolis von Pantalica sowie die spätbarocken Städte Noto und Palazzolo Acreide wurden zum Weltkulturerbe erklärt.
Im Gebiet liegen Teile vom Schutzgebiet Pantani della Sicilia sud orientale.

## Größte Gemeinden
(Stand: 31. Dezember 2023)
| Gemeinde | Einwohner |
| -------- | --------- |
| Syrakus  | 116.247   |
| Augusta  | 34.703    |
| Avola    | 30.563    |
| Lentini  | 21.450    |
| Noto     | 24.412    |
| Floridia | 21.243    |

→ Alle Gemeinden

## Galerie

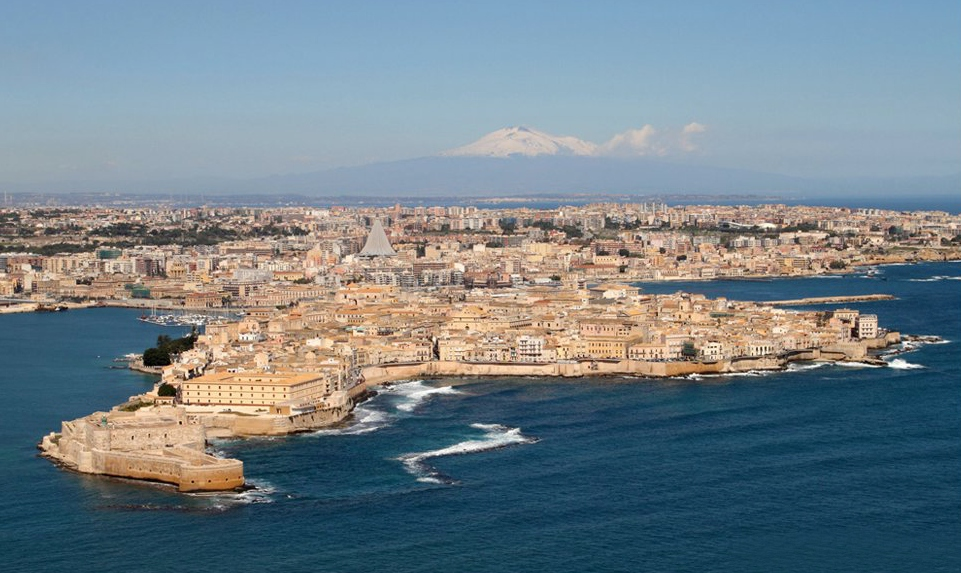
Syrakus mit dem Ätna im Hintergrund
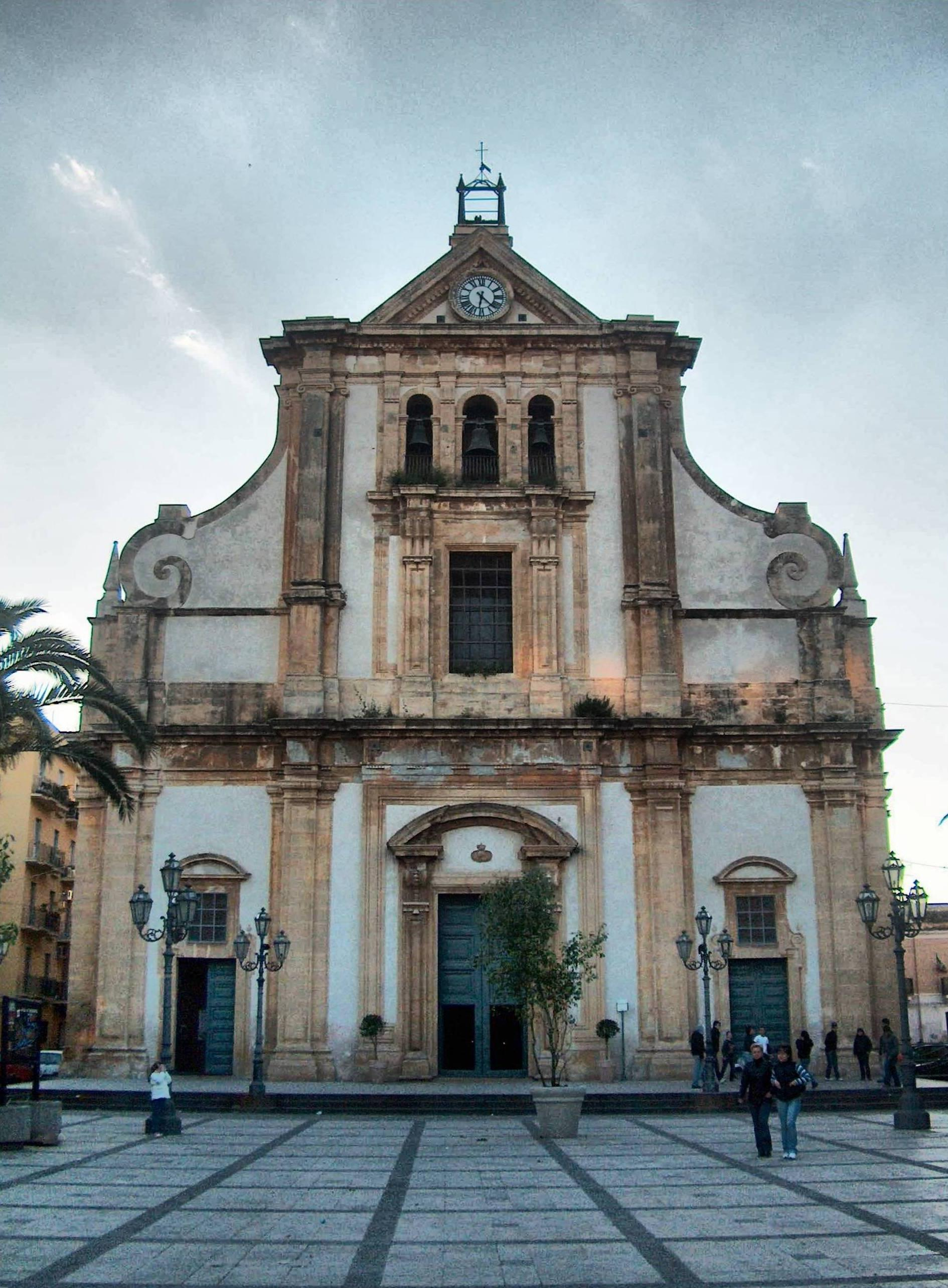
Chiesa di Santa Maria Assunta, Augusta
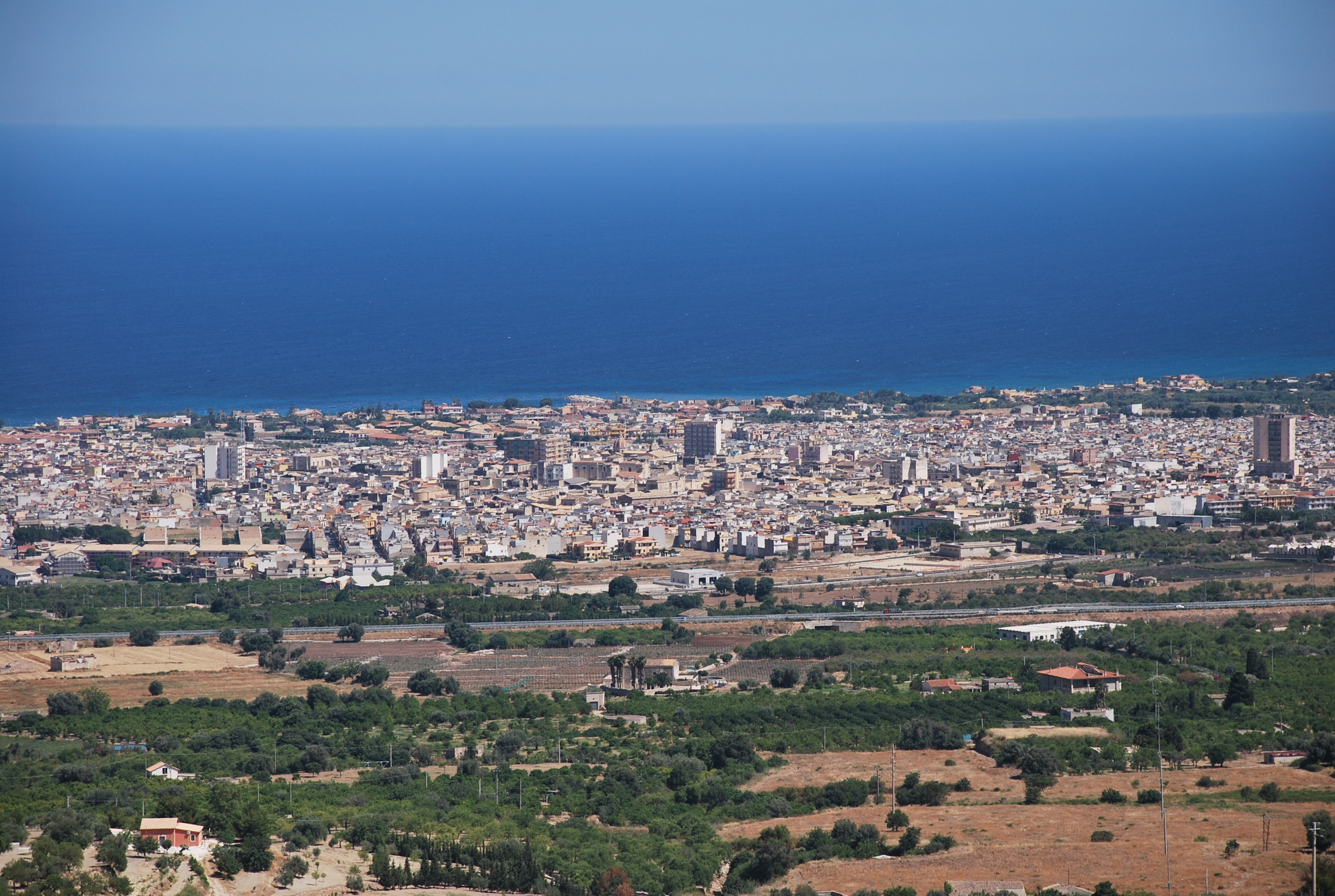
Panorama von Avola
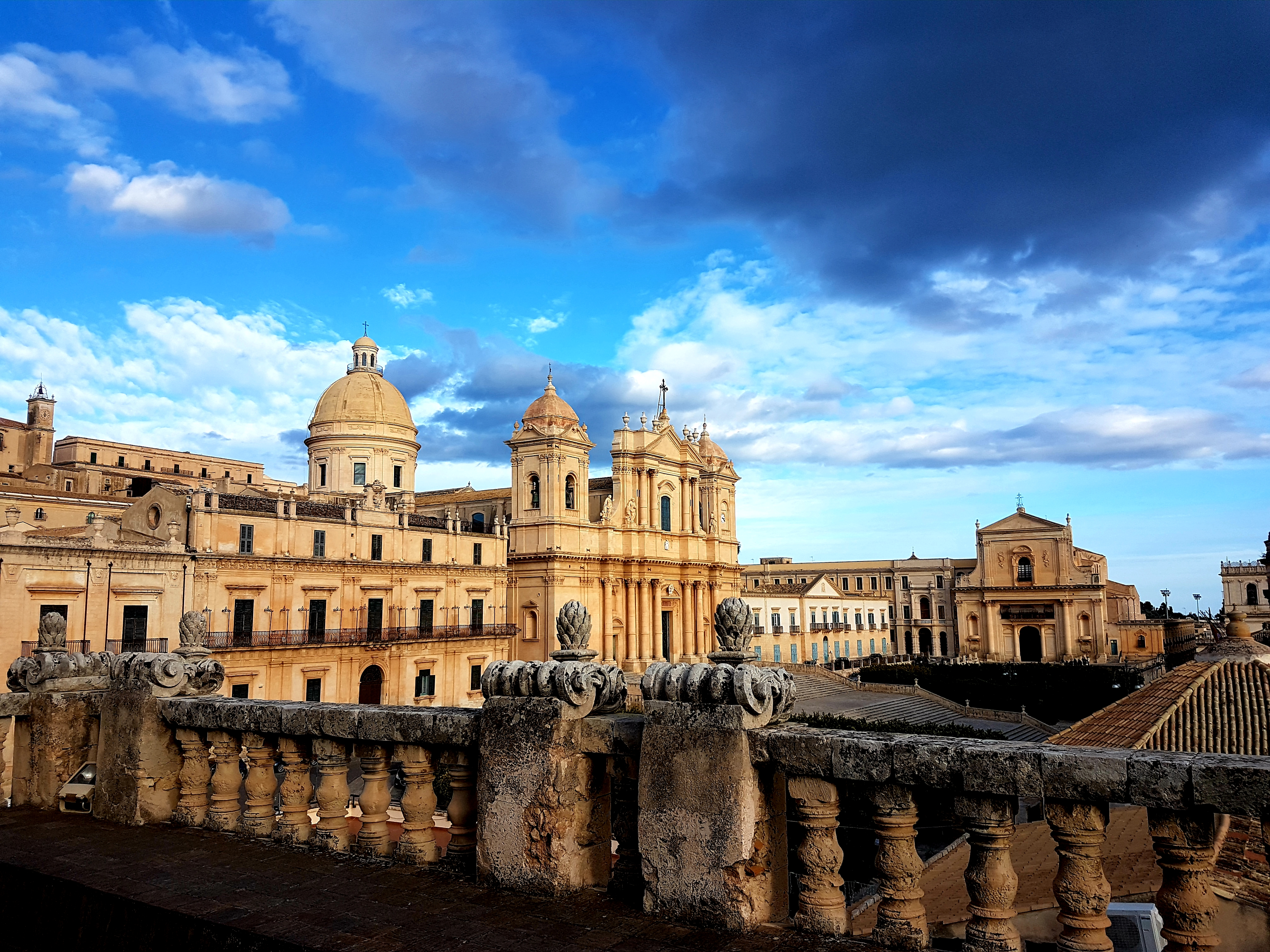
Kirche des hl. Franziskus von Assisi zur Unbefleckten Empfängnis, Noto